# Vennersly
Vennersly (også Vennerslyst) var et landsted på Frederiksberg Allé 12 på Frederiksberg.
Vennersly blev opført 1784 af hestehandler Carl Henrik Ording, som også ejede blandt andet Bakkehuset, Alléenlyst og landevejskroen Slotskroen, der lå på hjørnet af Pile Allé og Vesterbrogade. Grunden var på to hektar og grænsede op til både Værnedamsvej og Gammel Kongevej.
En senere ejer af ejendommen var konferensråd Christian Rothe, som købte den i 1799 og ejede den helt til 1844. Ejendommen blev nedrevet 1885. På den store grund opførtes ejendommene Frederiksberg Allé 12-22.